# Brooks Brothers
Brooks Brothers è il più vecchio produttore di abbigliamento degli Stati Uniti con sede in Madison Avenue, a Manhattan, New York. Fondata nel 1818 come azienda familiare, la società è stata di proprietà dal 2014 al 2020 del magnate italiano Claudio Del Vecchio (producendo anche abbigliamento femminile con Zac Posen come direttore creativo). Nel luglio 2020 la società ha fatto ricorso al Chapter 11, l'equivalente della nostra amministrazione controllata, per evitare la bancarotta a causa del calo delle vendite per il COVID-19 e per essersi indirizzata verso un abbigliamento casual da ufficio.
Nell'agosto 2020 Brooks Brothers è acquistata per 325 milioni di dollari dalla cordata statunitense di Sparc Group e Authentic Brands.

## Storia

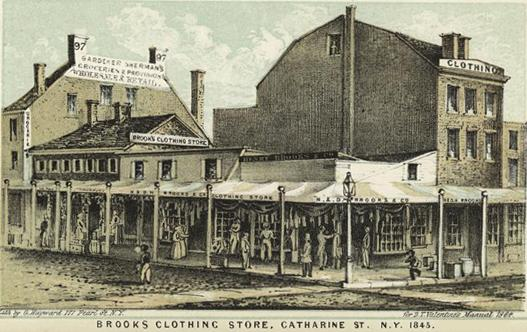
Il primo negozio di abbigliamento Brooks in Catherine Street, a Manhattan, 1845

Il 7 aprile 1818, all'età di 45 anni Henry Sands Brooks (1772–1833) aprì H. & D. H. Brooks & Co. all'angolo nord-est di Catherine e Cherry streets a Manhattan. Disse che la sua principale linea guida era di "produrre solo merci di ottima qualità, venderle con un giusto profitto e trattare con persone che cercano e apprezzano tale merce". Nel 1833 i suoi quattro figli, Elisha, Daniel, Edward e John, ereditarono l'azienda di famiglia e nel 1850 le dettero il nuovo nome di "Brooks Brothers".
Durante il boom del cotone all'inizio del XIX secolo, Brooks Brothers è stato uno dei numerosi produttori di abbigliamento di spicco utilizzando cotone raccolto dagli schiavi.  L'azienda a sua volta vendeva abiti che venivano poi indossati dagli schiavi.

### L'abbigliamento dei presidenti USA
Brooks Brothers diventò nota per aver introdotto il completo prêt-à-porter ai clienti americani. A metà del diciannovesimo secolo, Brooks Brothers ha fornito l'abbigliamento per il presidente degli Stati Uniti Abraham Lincoln, considerato un cliente fedele. Già alla sua seconda cerimonia di inaugurazione nel ruolo di presidente, Abraham Lincoln indossava un cappotto creato appositamente per lui da Brooks Brothers. Cucito a mano nella fodera del cappotto c'era un disegno con un'aquila e la scritta "One Country, One Destiny". Quando Lincoln è stato assassinato, indossava il cappotto e un abito Brooks Brothers.
In qualità di fornitore di uniformi dei soldati durante la guerra civile, Brooks Brothers divenne un bersaglio di indignazione per la sua produzione considerata scadente. La polemica maggiore era che, con un contratto con lo stato di New York per la fornitura di uniformi per i volontari di New York, Brooks Brothers aveva preso stracci sminuzzati e talvolta in decomposizione, li aveva incollati insieme e cuciti in uniformi. Sarebbero caduti a pezzi sotto la pioggia e sarebbero stati oggetto di scherno da parte degli altri reggimenti.
Gli abiti di Brooks Brothers sono stati indossati da 41 dei 45 presidenti americani. Ulysses S. Grant già durante la guerra civile americana, quando ordinò uniformi su misura per gli ufficiali dell'Unione. Theodore Roosevelt ordinò persino la sua uniforme per la guerra ispano-americana. Molti altri presidenti, tra cui Herbert Hoover, Chester Arthur, Franklin Roosevelt, John F. Kennedy, Richard Nixon, Gerald Ford, George H. W. Bush, Bill Clinton e Barack Obama hanno indossato vestiti Brooks Brothers. Alla Conferenza di Yalta del 1945 Franklin Roosevelt indossava un mantello con colletto Brooks Brothers.
Il simbolo del vello d'oro fu adottato come marchio della società nel 1850. Una pecora lanosa sospesa a un nastro era stata a lungo un simbolo dei mercanti di lana britannici. Risalente al XV secolo, l'immagine era stata l'emblema dei Cavalieri del Toson d'Oro, fondati da Filippo il Buono, duca di Borgogna. Nella mitologia greca classica, un magico ariete volante, o vello d'oro, era cercato da Giasone e dagli Argonauti.

### Passaggi di proprietà
L'ultimo membro della famiglia Brooks a guidare l'azienda fu Winthrop Holly Brooks, che gestì l'azienda dal 1935 fino al 1946, quando la società fu acquisita da Julius Garfinckel & Co. Sebbene Winthrop Brooks rimase per un certo periodo nella società, direttore dell'azienda divenne John C. Wood. Sotto la sua guida, Brooks Brothers ebbe una linea ancora più tradizionale.
Nel 1971, undici negozi Brooks Brothers erano operativi: a Manhattan, Chicago, Boston, San Francisco, Pittsburgh, Los Angeles, Atlanta, Washington DC e St.Louis. Facevano parte integrante della conglomerata di vendita al dettaglio Garfinckel, Brooks Brothers, Miller & Rhoads Inc. Nel 1981 la società è stata acquisita da Allied Stores. Sette anni più tardi, nel 1988, altra vendita, questa volta la società britannica Marks & Spencer. A metà degli anni '90, i dirigenti dell'azienda hanno rimosso il caratteristico logo Golden Fleece dalle polo in maglia di cotone del marchio. Nel 1998, Brooks Brothers ha lanciato il suo sito web ufficiale.

### Diventa italiana

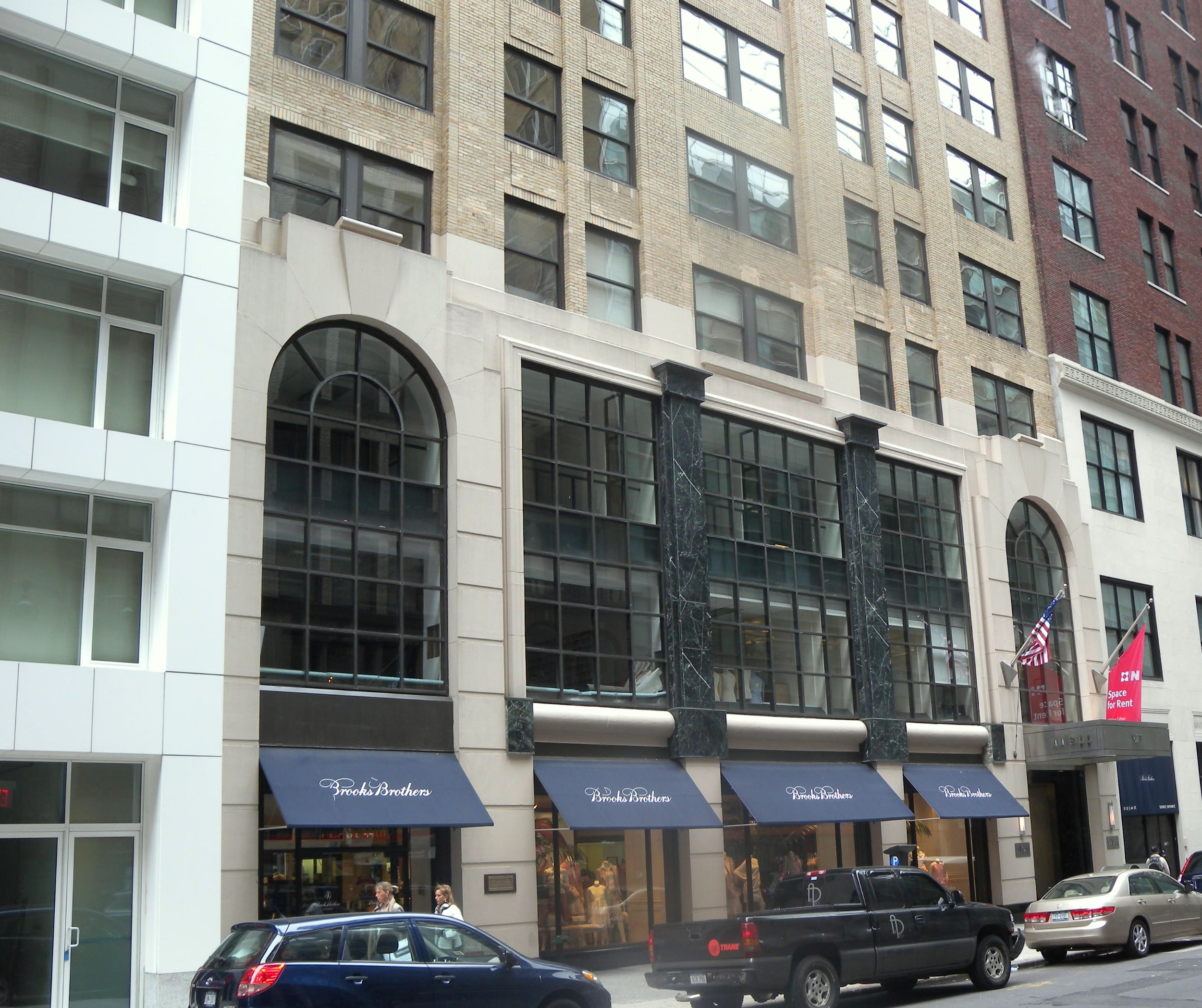
La sede Brooks Brothers sulla 44th Street a Manhattan

Nel 2001, Marks & Spencer ha venduto per 225 milioni di dollari Brooks Brothers a Retail Brand Alliance ("RBA"), in seguito nota come The Brooks Brothers Group, una società di proprietà privata del magnate italiano Claudio del Vecchio (figlio del fondatore di Luxottica, Leonardo Del Vecchio). Insieme a Brooks Brothers, RBA comprende Carolee, una società di designer di gioielli per grandi magazzini e negozi specializzati. Nel 2007, RBA ha venduto il suo marchio femminile di fascia alta Adrienne Vittadini.
La maggior parte dei vestiti è ora importata, ma alcuni abiti, cappotti sportivi, camicie e accessori sono prodotti sempre negli Stati Uniti. Molte delle linee di abiti di fascia media "1818" sono prodotte nello stabilimento Brooks Brothers di Southwick ad Haverhill, Massachusetts. Tutta la seta delle cravatte è tessuta in Inghilterra o in Italia, e le cravatte sono ancora "tagliate" presso la fabbrica di cravatte Brooks Brothers a Long Island City, New York; molte delle camicie sono prodotte nella fabbrica di camicie a Garland, nel Carolina del Nord. Brooks ha anche una serie di libri sull'etichetta e le buone maniere per signore e signori. La sua etichetta di fascia alta è la linea Golden Fleece che presenta abiti su misura prodotti negli Stati Uniti.

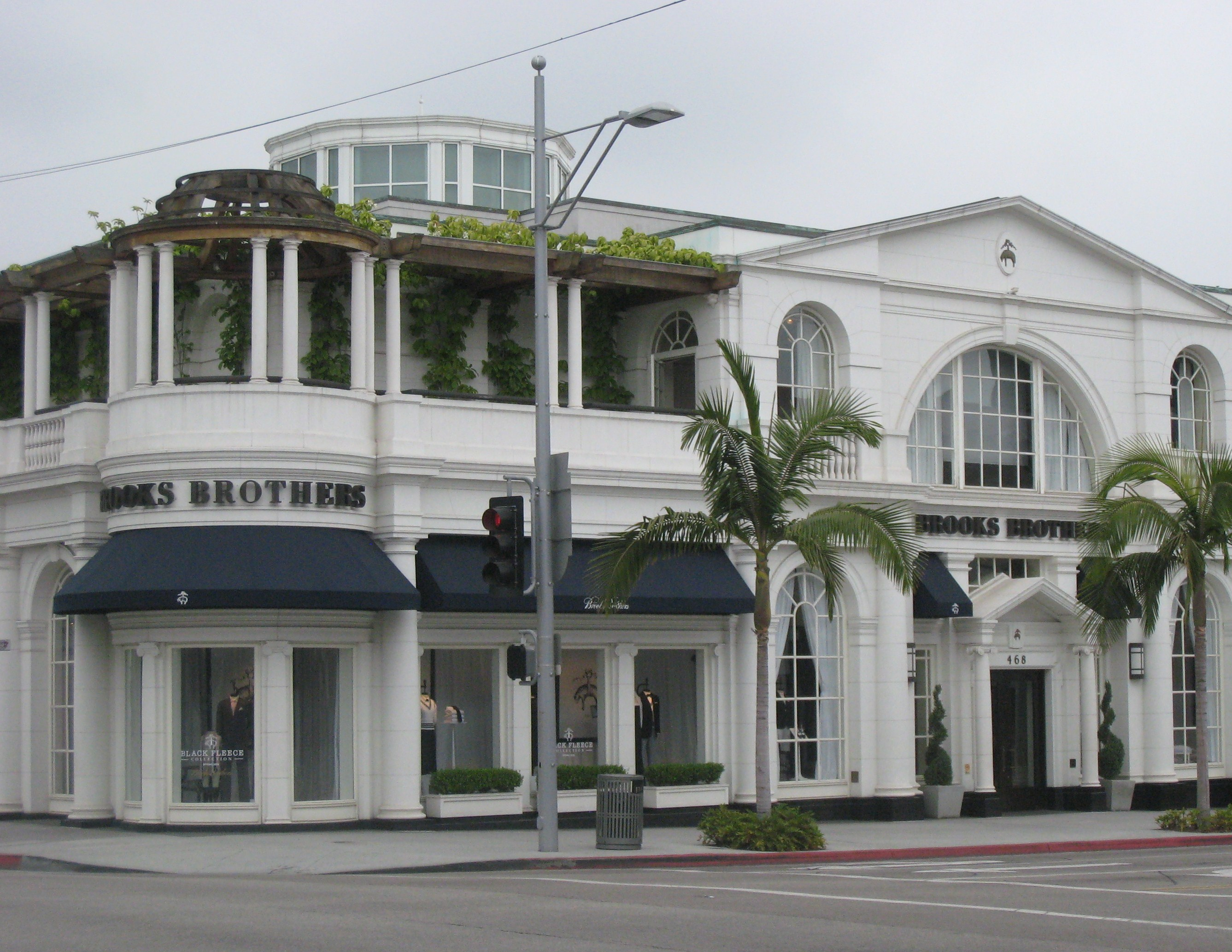
Il centro Brooks Brothers in Rodeo Drive a Beverly Hills, California

Nel settembre 2007, il CEO di Brooks Brothers, Claudio Del Vecchio, ha annunciato la presentazione di una nuova collezione di alta gamma di abbigliamento da uomo e da donna chiamata Black Fleece. Primo designer ospite della nuova collezione maschile Thom Browne. Black Fleece ha avuto così tanto successo di critica e commerciale da indurre la società ad aprire una boutique indipendente di Black Fleece su Bleecker Street nell'inverno del 2008. Brooks Brothers ha poi lanciato una linea di abbigliamento per la clientela asiatica.
Nel 2008, l'azienda ha effettuato un'ampia ristrutturazione del suo flagship store al 346 di Madison Avenue.  E nel gennaio 2009, ha chiuso una sede più piccola tra Fifth Avenue e 53rd Street a Manhattan.
Tra il 2017 e il 2019 le vendite sono state stagnanti, intorno a 1 miliardo di dollari, a causa sia del cambiamento dei gusti del mercato (che premiato la concorrenza di abiti più casual e delle vendite online),  sia in un secondo tempo a causa della pandemia di COVID-19.
Nel maggio 2020, è circolata la voce che Brooks Brothers stava cercando un acquirente o, in alternativa, stava valutando la possibilità di ricorrere al fallimento.  A giugno, la società ha proposto di chiudere i suoi tre stabilimenti americani, "una mossa drammatica per un marchio che ha davvero appeso il cappello al 'Made in America". Claudio Del Vecchio ha detto che le fabbriche statunitensi non hanno mai fatto soldi e che il marchio ha un debito inferiore a 300 milioni di dollari.

### Ritorna statunitense
L'8 luglio 2020, la società ha dichiarato il fallimento ricorrendo al Chapter 11 a causa di anni di cali nelle vendite e dell'impatto economico del COVID-19. Prevista la chiusura di 51 delle sue 250 sedi nel Nord America.  Il 12 agosto Brooks Brothers è stata venduto a Simon Property Group (Sparc Group), il più grande operatore di centri commerciali negli Stati Uniti, e ad Authentic Brands Group, una società specializzata nella gestione di licenze di marchi controllata dal fondo d'investimento BlackRock. I nuovi proprietari si sono impegnati a continuare a gestire almeno 125 punti vendita Brooks Brothers in tutto il mondo (rispetto ai 424 punti vendita globali prima del COVID-19).